# اليمن:الحرب الصامتة
اليمن: الحرب الصامتة هو فيلم وثائقي قصير صَدر سنة 2015من إخراج المخرج اليمني سفيان أبولحم. يروي الفيلم الوثائقي قصة حرب اليمن وما جرى خلالها ثم آثارها المدمّرة على الشعب اليمني.

## قصة الفيلم
يروي الفيلم الوثائقي قصص اللاجئين اليمنيين الذين يعيشون في مراكز ومخيمات اللاجئين. بعد أن بدأت الحرب في اليمن مطلع عام 2015؛ عانى ويلاتها أكثر من 3 ملايين شخص كما تمّ تشريد حوالي 180,000 فيما فرّ الكثيرون خارج البلاد. عاد الآلاف من اليمنيين اللاجئين إلى اليمن تفضيلا لظروف الحرب على المخيمات السيئة إلى حد ما. وفقا لأحدث تقرير للأمم المتحدة والذي صدر في تشرين الأول/أكتوبر من عام 2017 فإنّ ما مجموعه 2,170 من اليمنيين لا زالوا عالِقين في مخيم اللاجئين في أوبوك.

## الاستقبال
أشاد الكثير من النقاد بما ورد في الفيلم فيما أثنى آخرون على الرسوم المتحركة التي تم الاعتماد عليها لتوضيح الصورة عن حرب اليمن أكثر فأكثر. وصف الناقد المستقل ريتشارد برويس الفيلم بأنه «الأكثر تأثيرا من كل الأفلام التي حاولت إزاحة الغبار عمَا يجري في اليمن». وصفَ بروبس الفيلم الوثائقي بأنه «تجربة مدمرة» وأشاد بقدرة أبولحم على التقاط قصص «بسيطة ومع ذلك فهي قوية». راجع الناقد كريس أولسون من المملكة المتحدة الفيلم وأكّد على أنّه «حزين من الناحية الوجدانية وشرس من الناحية العاطفية».

## روابط خارجية
- اليمن:الحرب الصامتة على موقع IMDb (الإنجليزية)
- اليمن:الحرب الصامتة على موقع قاعدة بيانات الفيلم (الإنجليزية)
- اليمن:الحرب الصامتة على موقع ليتربوكسد (الإنجليزية)